# Альвгейм

Світобудова згідно германо-скандинавської міфології

Альвгейм — у германо-скандинавській міфології палац бога Фрейра і житло світлих альвів. Один з дев'яти світів скандинавського міфологічного всесвіту
У Старшій і Молодшій Еддах цей світ описується як «одне з найпрекрасніших небесних жител», чиє населення «прекрасніше сонця».
Етимологія назви Альвгейм (Alfheimir давньоскандинавською) очевидна: «alf» означає «Альв», а «heimr» — земля, територія. Тобто дослівно «Альвгейм» означає «земля альвів». Також існує альтернативна назва Альвгейм — Льюсальвгейм (Ljusalfheimir), проте етимологія основи «ljus» невідома.
В еддичних текстах часто згадуються темні альви (гноми), тоді як про Альвів з Альвгейму сказано дуже мало. У «Пісні про Велунд» згадується власне Велунд, як великий коваль і король альвів.
Повітряний, легкий і світлий Альвгейм має свій природний антипод — Свартальвгейм, світ темних альвів, який розташовується під землею. Альви Свартальвгейму так і називаються — темні альви, гноми або цверги. При цьому альвів з Альвгейму в еддичних текстах називають просто «альви», без визначення «світлі». Це особливо цікаво, тому що по ісландським повір'ям, які існували аж до кінця XX століття, альви (або ельфи) живуть не в небесах, а в пагорбах.

## Промови Грімніра (пер. Віталій Кривоніс)
4 Земля є щаслива,

я бачив, лежить

близько до асів та альвів,

а у Трудхеймі

житиме Тор

до загину богів.

5 Ідалір — зветься

тая місцина,

де Улль звів чертоги,

Альвгейм даровано

в давні часи

Фрейрові сильними